# Quaternionen der Reichsverfassung

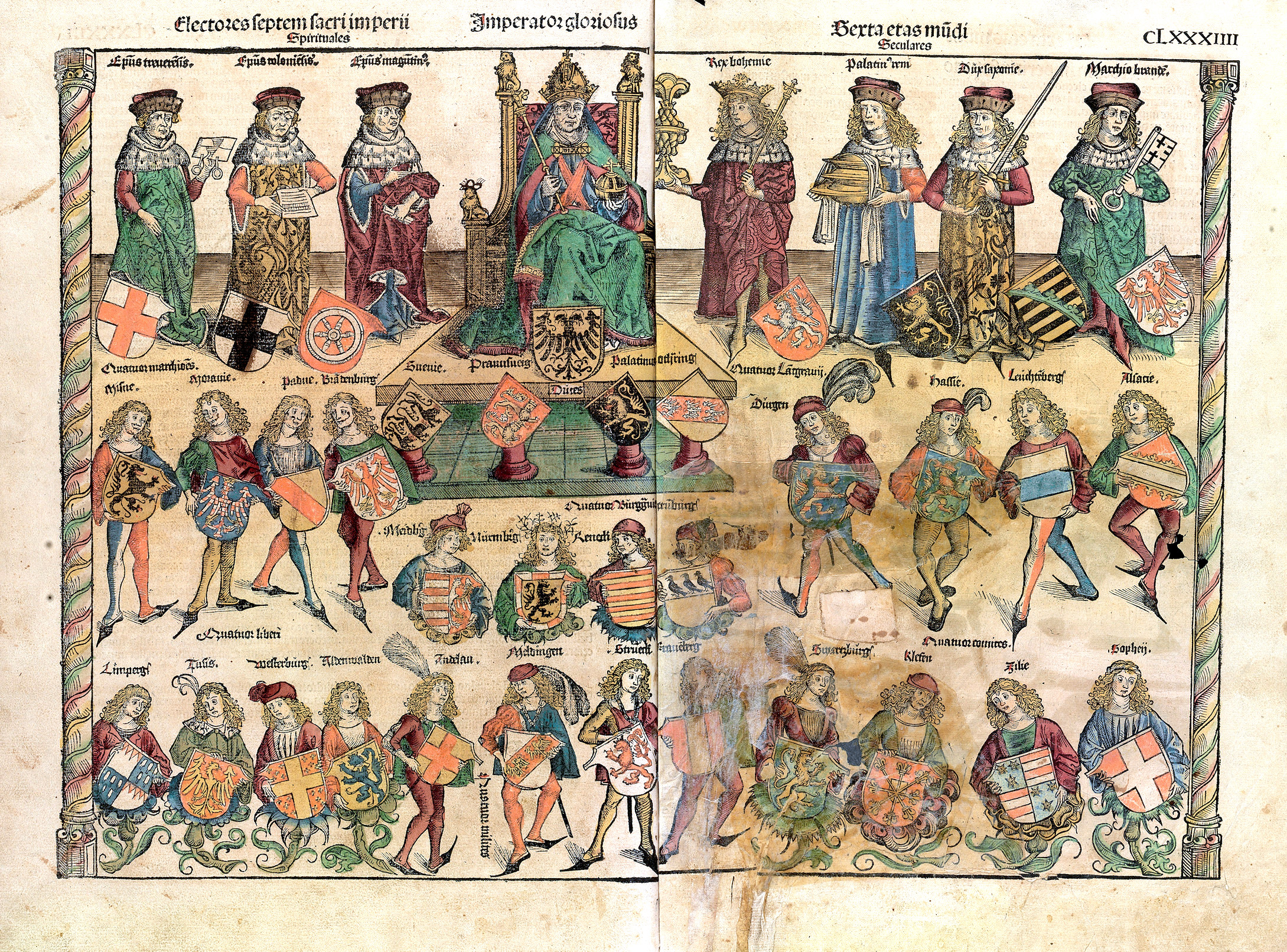
Quaternionen in der Schedelschen Chronik

Die Quaternionen der Reichsverfassung sind ein seit dem frühen 15. Jahrhundert belegtes Ordnungssystem, mit dem man bildhaft die ständische Hierarchie im Heiligen Römischen Reich anschaulich machen wollte. Die einzelnen Ständegruppen sind in Vierergruppen jeweils gleichen Ranges, sogenannten Quatuorviraten, angeordnet.

## Beschreibung

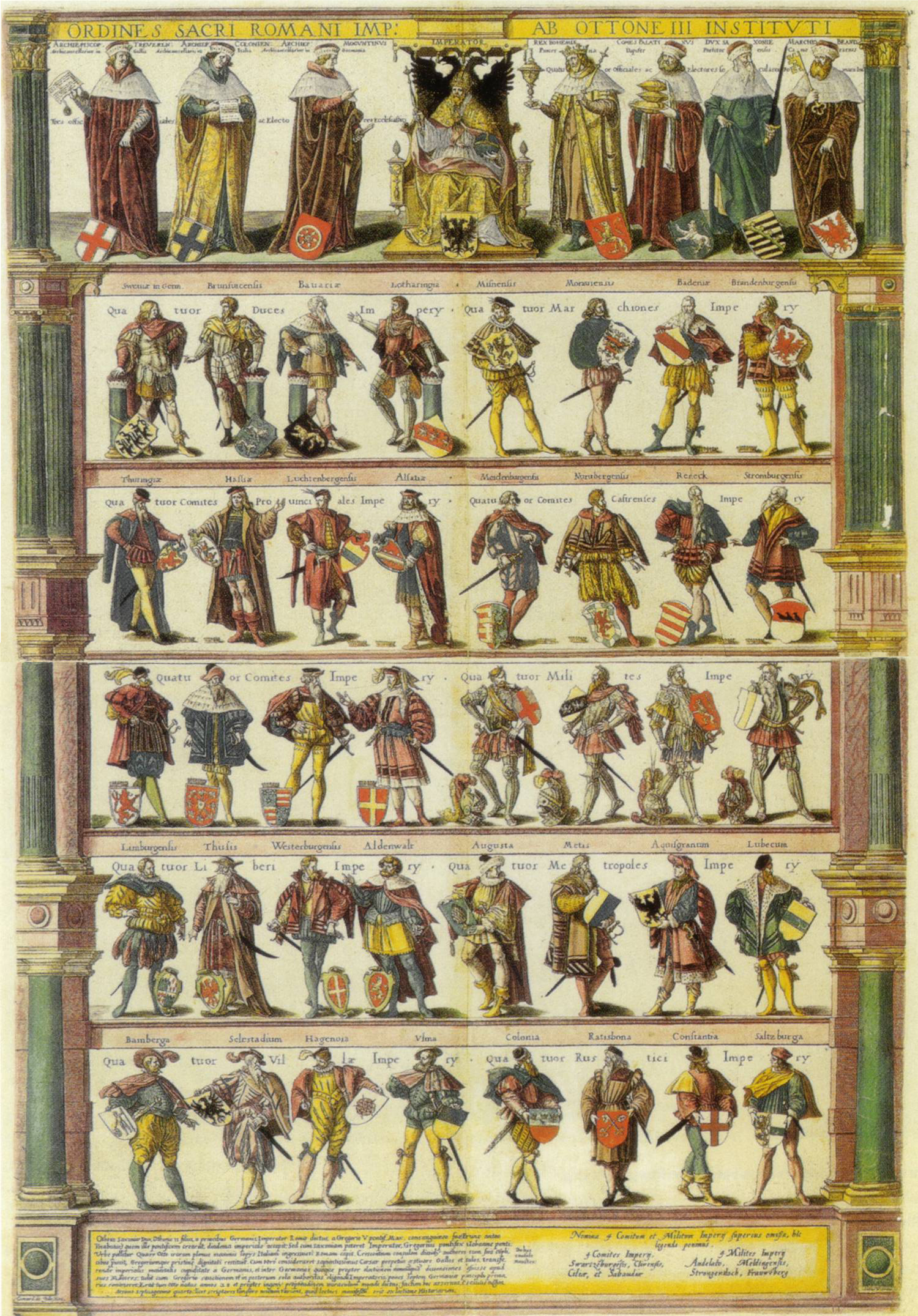
Typische Quaternionendarstellung in einem Kupferstich von Antoine Wierix, 1606.

Lässt man die Darstellung von Kaiser und Kurfürsten außer Acht, die nicht in allen Darstellungen zu finden sind, so handelt es sich um zehn Quatuorvirate, die von den Herzögen des Reiches über Markgrafen, Landgrafen, Burggrafen, Grafen, Ritter, Edle, Städte, Dörfer, bis hin zu den Bauern die weltlichen Stände des Reiches abbilden.
Die Darstellung in zehn Vierergruppen ist auf eine Zahlensymbolik zurückführbar, die das Reich als natürliche bzw. göttliche Schöpfung darstellen soll.

## Entstehungszeit
Die genaue Herkunft der Quaternionen ist nur anhand von Indizien belegbar. Als ältester sicherer datierter Beleg für die Quaternionen gilt der „Spruch … warauff das Römisch reich im anfang gesetzt und wie das herkommen sey“ (Spruch vom Römischen Reich) von 1422 (besonders die Verse 103–140). Allerdings müsste das System schon vor der Erhebung Savoyens zum Herzogtum entwickelt worden sein, da dieses Territorium noch unter den Grafen zu finden ist.
Entstanden sind sie wohl ein wenig früher unter König Sigismund. Dieser veranlasste 1414 die bildliche Ausgestaltung des Kaisersaals im Frankfurter Römer, die den Kaiser in großem Format mit etwa halb so großen, wappentragenden Figuren in Form der Quaternionen zeigt. Dass die Initiative für diese Ausgestaltung tatsächlich auf Sigismund zurückführbar ist, macht sich unter anderem daran bemerkbar, dass Frankfurt in der Darstellung gar nicht zu finden ist. Die Wahlstadt der römisch-deutschen Herrscher hätte sicher kein Interesse daran gehabt, ein Schema, das ihre eigene Bedeutung im Reiche ignorierte, in ihrem Rathaus anzubringen. Dieser Einstellung folgend haben die Frankfurter unter der Darstellung demonstrativ ein großformatiges Frankfurter Wappen angebracht.

## Herkunft und Realitätsbezug
Bei einer genaueren Betrachtung der Quaternionen fällt auf, dass die Abbildungsweise nicht „mit der würcklichen Staatsverfassung harmonieret“ (Johann Jacob Moser), also keinen Bezug zur tatsächlichen Reichsverfassung hat. Die Zuordnung einiger Stände ist rätselhaft und aus Sicht der Reichsverfassung unlogisch: Die Reichsstädte tauchen in den Quatuorviraten als „Bauern“ und „Dörfer“ auf. Köln findet man neben Konstanz, Regensburg und Salzburg bei den vier Bauern des Reiches. Der Kölner Bauer als Symbolfigur des Kölner Karnevals geht auf diese Zuordnung zurück. Unter dem Ritter von Strongendach, Strandau oder Strandeck (der Name variiert in den Darstellungen) konnten nicht einmal die Zeitgenossen genau zuordnen, wer sich dahinter verbirgt bzw. ob diese Ritter wirklich existieren.
Darüber hinaus ist die Darstellung eine beschränkte Auswahl der tatsächlich existierenden und wichtigen Stände des Reiches. Geistliche Herrschaftsträger sind in dem Ordnungssystem nicht enthalten. Ebenso wenig sind habsburgische Territorien und Württemberg in den Quaternionen zu finden, dafür ist unter den Herzögen das längst untergegangene Herzogtum Schwaben vertreten.
Es handelt sich bei diesem System daher nicht um eine zufällige Auswahl der einzelnen Stände, sondern um ein ausgebildetes, relativ festes System, das vermutlich auf eine ursprüngliche Vorlage Sigismunds zurückführbar ist. Die Auswahl der dargestellten Stände zeigt vor allem das Beziehungsnetz seines Vaters Karl IV. Dieses Netzwerk dürfte Sigismund zu größeren Teilen übernommen haben. Durch dessen politischen Gegensatz zu Habsburg und Württemberg lässt sich auch die Abwesenheit dieser eigentlich bedeutsamen und mächtigen Reichsstände erklären. Schwieriger nachvollziehbar wird die Wahl bei den unteren und politisch unbedeutenderen Ständen, einige sind letztendlich einfach willkürlich gewählt, wie im Falle der Landgrafschaften, da es von ihnen überhaupt nur eine geringe Anzahl im Reich gibt, die gerade so ausreicht, dem Schema gerecht zu werden.
Abweichungen in der Darstellung sind aufgrund der Vorlage eher selten und auf Unsicherheiten und Fehler bei der Verbreitung der Darstellung rückführbar. Beispielsweise ist unter den Städten je nach Darstellung Mainz (im Übrigen eigentlich gar keine Reichsstadt) oder Metz zu finden, ebenso wie Oberelsass und das Unterelsass bei den Landgrafen abwechseln.

## Verbreitung

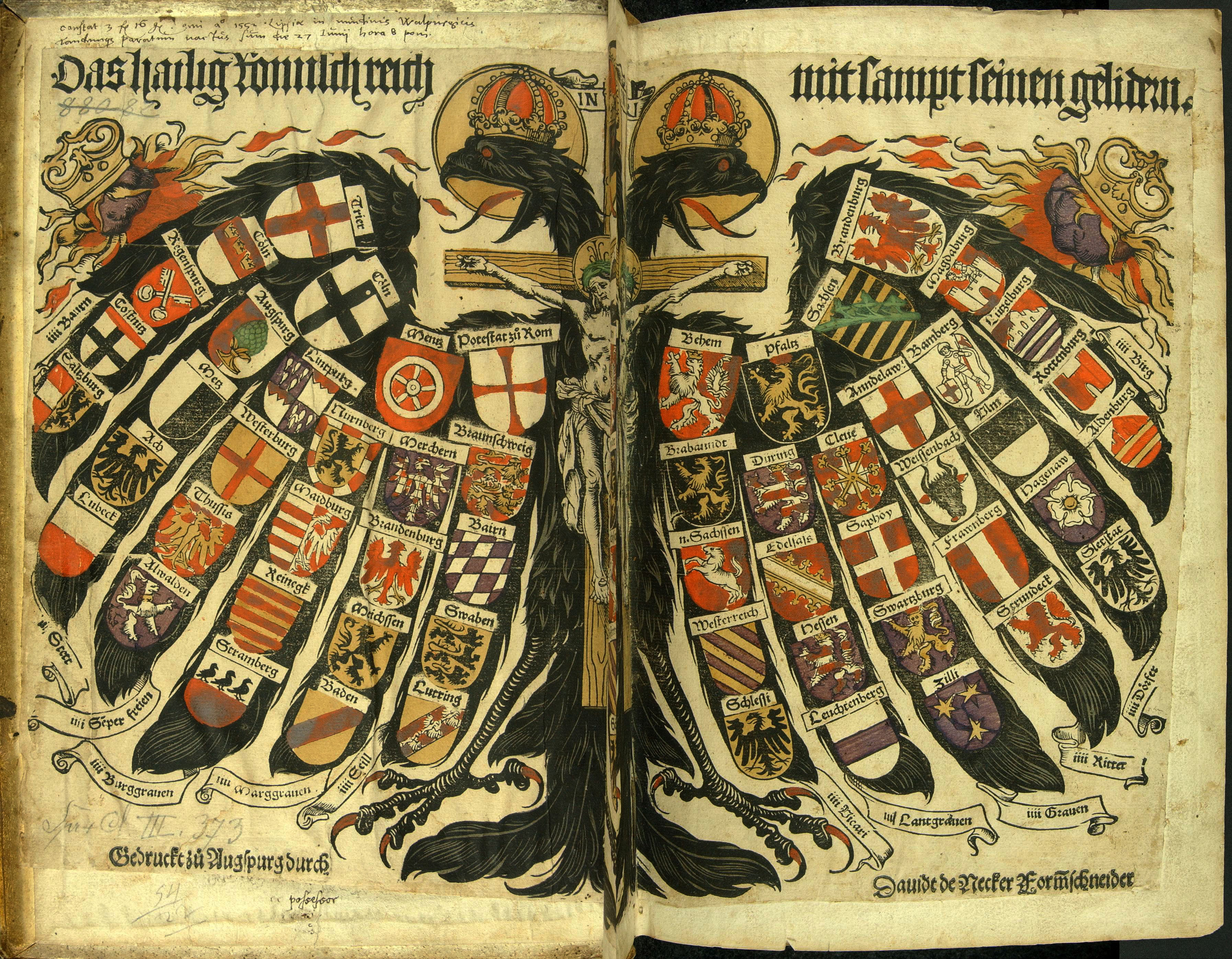
Kolorierte Darstellung von Jost de Negker, auf der Darstellung von Hans Burgkmair von 1510 beruhend

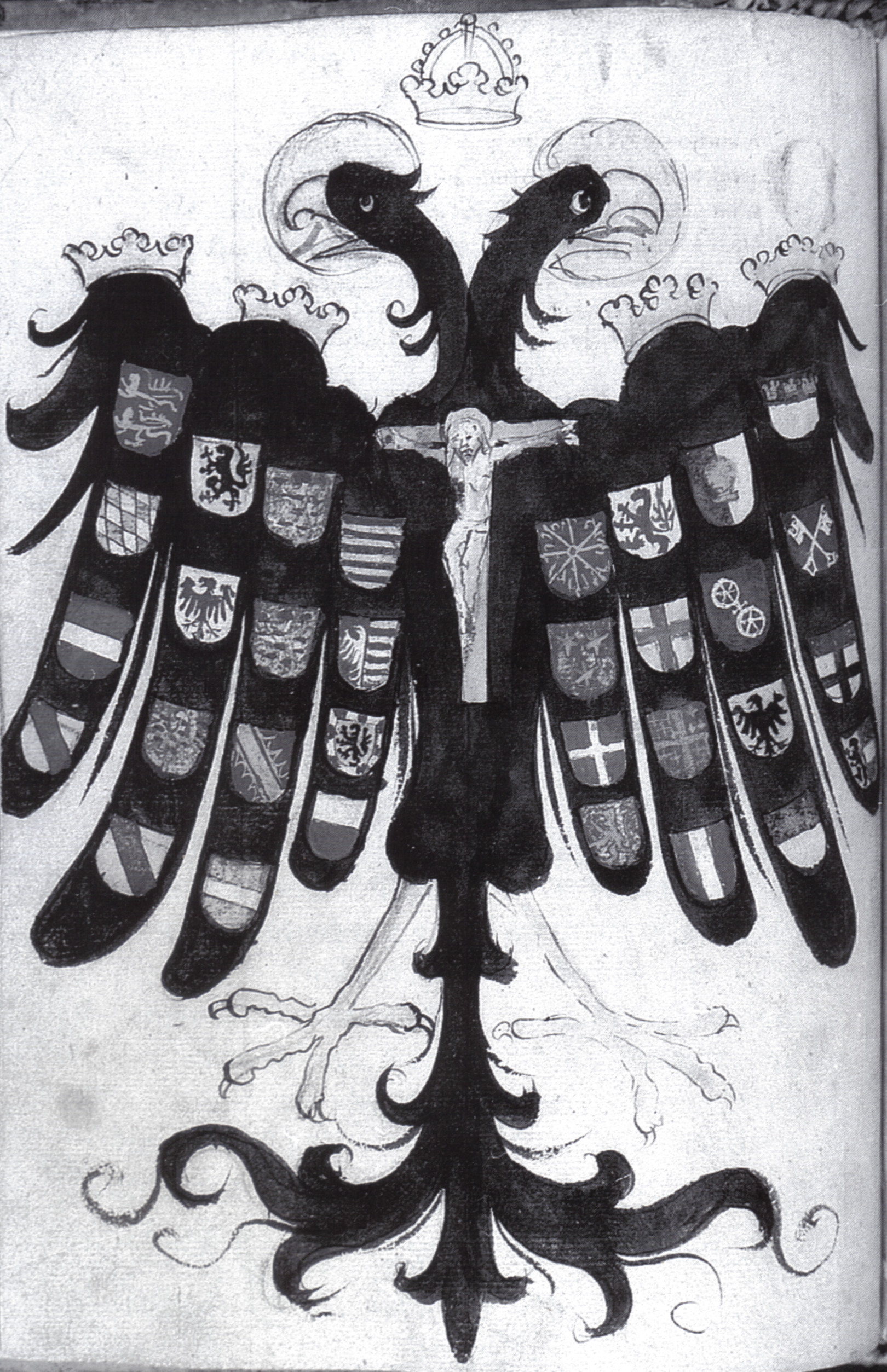
Quaternionen-Adler aus der Handschrift „Agrippina“ von Heinrich van Beeck

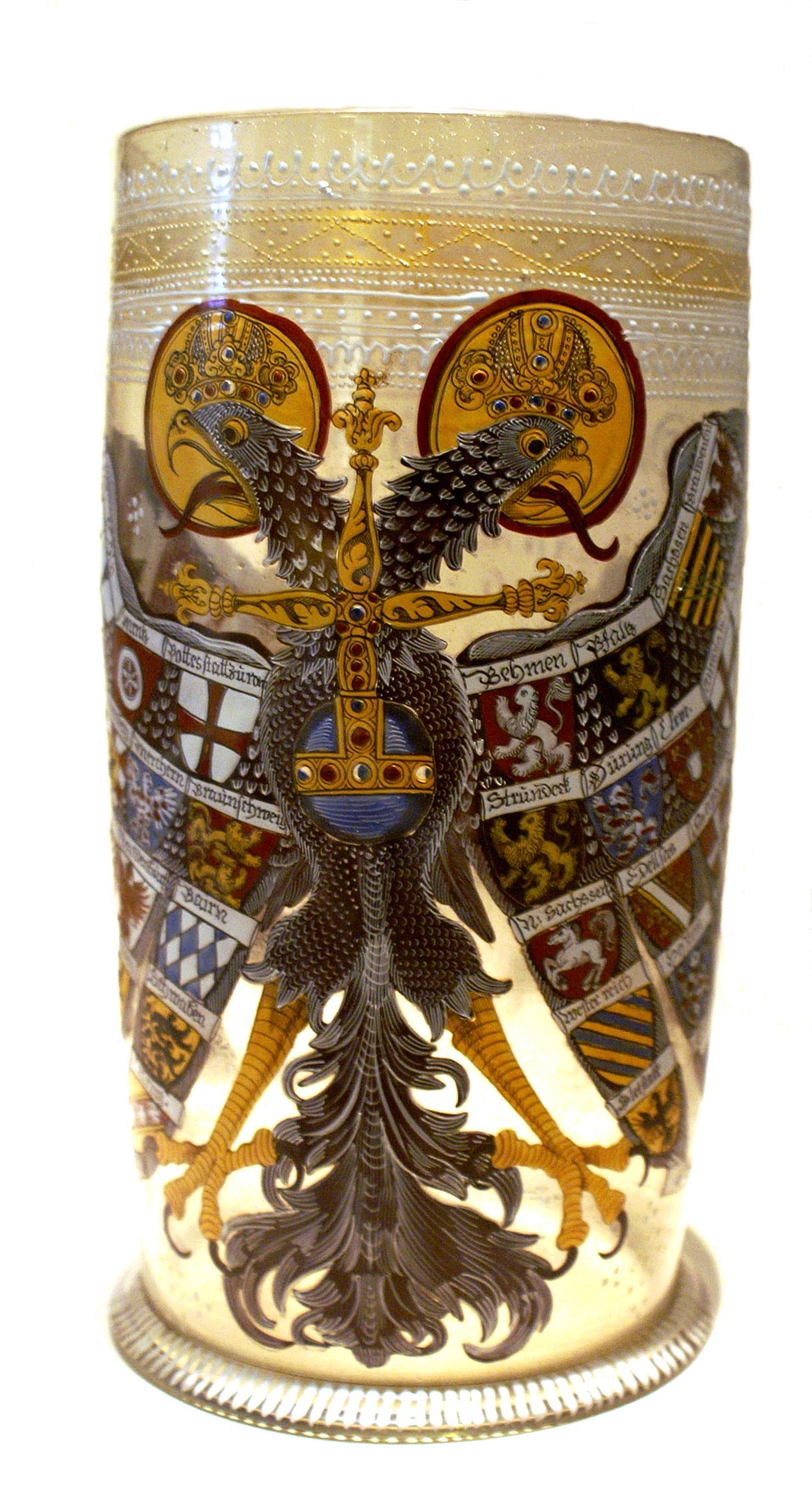
Reichsadlerhumpen mit Quaternionenadler, Exemplar des Deutschen Historischen Museums Berlin von 1615

Bis zum 16. Jahrhundert erfuhren die Quaternionen eine unglaublich weite Verbreitung im Reich. Dabei entstanden neben den wappentragenden Figuren auch weitere Darstellungswege. Sie wurden in Spruchgedichten oder Texten wiedergegeben. Nach Durchsetzung des Doppeladlers als Symbol des Reiches (eingeführt wurde er 1433 im Siegel Sigismunds) war vor allem die Darstellung der Quaternionen auf den einzelnen Schwingen eines Reichsadlers (Quaternionenadler) beliebt, in denen der Adler selbst das Reich als Ganzes symbolisiert, in dessen Körper bzw. Gefieder sich die Ständen einfügen.  Dieser ist seit der zweiten Hälfte des 16. Jahrhunderts auf den weit verbreiteten Reichsadlerhumpen zu finden.
Die Darstellung verbreitete sich vor allem in Einblattdrucken und Wappenbüchern bspw. in mit kolorierten Federzeichnungen bzw. Deckfarben versehenen Illustrationen der Wappenbücher des Conrad Grünenberg, Konstanz (Original, Papierhandschrift 1483 im Geheimen Staatsarchiv Berlin und, zeitnah entstanden auf Pergament, in der Bayerischen Staatsbibliothek München).
Auch erscheint es in diversen Kartenspielen der Zeit.
Das Quaternionenschema diente auch zum Schmuck städtischer Ratssäle. Die Frankfurter Darstellung ist heute längst nicht mehr vorhanden, als bedeutendste erhaltene bildliche Darstellung der Quaternionen gilt der von Jakob Russ geschaffene Rathaussaal von Überlingen aus dem letzten Jahrzehnt des 15. Jahrhunderts.
Gerade die im Schema genannten Stände und vor allem darunter die Städte tragen zur Verbreitung bei.
Die zunehmende Popularisierung führt zur vermehrten Auflösung des ursprünglich festen nach Zahlensymbolik organisierten Systems. Das ursprüngliche Schema wurde also nicht mehr in der ursprünglich gedachten Form verstanden. Die Erweiterungen ließen der Kreativität freien Lauf. Vier Jägermeister des Reiches sind dabei ebenso zu finden wie Reichsbanner, -burgen, -äbte, -klöster und Reichsweiler. Im späten 16. Jahrhundert gerät das System schließlich vollends zur heraldischen Spielerei.

## Bedeutung
In seiner Entstehungszeit war das Quaternionenschema alles andere als eine „gelehrte“ Spielerei, sondern eine erste konkrete Visualisierung des Reiches und für den gemeinen Mann mit allen hierarchischen Ebenen:
„Diß ist des Richs ordnung, darin gehören Bawern und Bürger, Edel und unedel.“
Dass nur weltliche Herren zu sehen sind, könnte mit dem Konstanzer Konzil in Verbindung stehen. Demnach visualisieren die Quatuorvirate die Beschützer der Kirche und die christliche Bevölkerung des Reiches. Nicht allein dem Kaiser oder den Kurfürsten, sondern vom Herzog bis zum Bauern ist jedem aufgetragen, die Einberufung und Abhaltung des Konzils sicherzustellen. Insofern wäre das Schema als Auflistung der Kirchenschützer im Reich zu verstehen.
Die Verdichtung auf eine nationale deutsche Komponente, die sich am Ende des Jahrhunderts auch in der Bezeichnung des Heiligen Römischen Reiches mit dem Zusatz „Deutscher Nation“ niederschlägt, zeigt sich bereits in den Quaternionen, denn alle Quaternionen stammen aus dem „engeren dt. Raum“ (Savoyen wurde bereits vom ehemals Burgundischen Reichsteil dem deutschen Reichsteil zugeschlagen.)
Das häufige Fehlen der Kurfürsten im Schema war ein heraldischer Ausdruck des gespannten Verhältnisses zwischen Sigismund und den rheinischen Kurfürsten, zudem wird die Rolle der übrigen Stände durch explizites Fehlen der Kurfürsten als wichtigste und mächtigste Reichsglieder bekräftigt. Der Dualismus zwischen Kaiser und Reich bleibt im Schema erhalten, hier äußert sich aber keine Königliche Herrschaft und königliche Herrschaftslegitimation, sondern eine Herrschaft von bzw. auf Grundlage und Zustimmung von vierzig Ständen.
In dieser Auflistung konkretisiert sich also auch eine neue Form des Reichsgedankens. Als neues Sinnbild verdrängen sie die vormals typische Darstellung des Reichs als Gemeinschaft der Kurfürsten mit dem Kaiser. Nicht mehr allein die Kurfürsten das Reich bzw. sind Säulen des Reiches, sondern die Gesamtheit der Stände. Die Quaternionen bilden die sich bis zum Ende des 15. Jahrhunderts vollziehenden Veränderungen der politischen Struktur des Reiches frühzeitig metaphorisch ab, womöglich leisteten sie gar einen eigenen Beitrag zur Reichsreform.

## Politische Relevanz
Die Quaternionen sind ein konstruiertes und von der Reichsverfassung realitätsfernes Konstrukt, jedoch wurden sie in der Wahrnehmung der Zeitgenossen sehr ernst genommen und teilweise auch für die ursprüngliche, unverdorbene und wahre Ordnung des Heiligen Römischen Reiches gehalten. Nicht selten wurde es gemeinsam mit der Goldenen Bulle gedruckt und ist ebenso Teil der Schedelschen Weltchronik. 1480 meint Albrecht Achilles von Brandenburg bspw. „das uns kunt und wissen ist durch redlich urkundt, daß vor etwo vil hundert Jaren das hailig Rhomisch Reych urspringlich gesetze ist unter anderem uff sechzehn fürstenthumb, nemblich vier hertogthumb, vier marggrafschafft, vier landtgraffschafft und vier Burggrafthumb.“
Der Wittelsbacher Ludwig der Reiche führt aus, Bayern sei „der vier heuser ains, darauf das heilig Römisch Reich gewidmet ist“.
Nicht allein eine Ehre war es, dem Schema anzugehören, es wurden sogar politische Ansprüche mit dem Quaternionenschema begründet und dieses als Teil des geltenden Rechtes wahrgenommen. Der Herzog von Braunschweig begründet auf dem Reichstag 1507 bei einer Sessionsstreitigkeit seinen Anspruch auf einen ranghöheren Sitz mit seiner Stellung in der Quaternionenordnung. Der Bischof von Münster begründet mehrfach 1653/54 und 1708/10 seinen Anspruch auf ein Stimmrecht in der Grafenbank in Berufung auf die ihm angeblich zugefallene Stimme der Burggrafen von Stromberg.
Für kleinere Stände war die Zugehörigkeit zum Schema ein Garant der Reichsunmittelbarkeit und ein Schutz vor den Mediatisierungsbestrebungen mächtigerer Nachbarfürsten. Karl V. hat den Grafen von Rieneck deren Reichsunmittelbarkeit 1526 aufgrund deren Nennung im Quaternionenschema bestätigt.
Erst mit dem Wandel hin zu einer mechanistischeren, aufklärerischen Staatsauffassung im 18. Jahrhundert fand die kuriose Lehre ein Ende und galt zunehmend als „Eine lächerliche und nichts nutzende Erfindung müßiger Köpfe.“ (Johann Jacob Moser) Dennoch wurde im 18. Jahrhundert ihnen weiterhin ein didaktischer Wert beigemessen: „Obgleich die Quaternionen in dem Teutschen Reiche ohne Grund sind, so dienen sie doch dazu, daß man die Benennungen einiger vornehmer Teutscher Häuser daraus erlernen kann.“ (Tobias Lotter, 1762)

## Spruch vom Römischen Reich 1422 (Auszug im Faksimile der Edition)

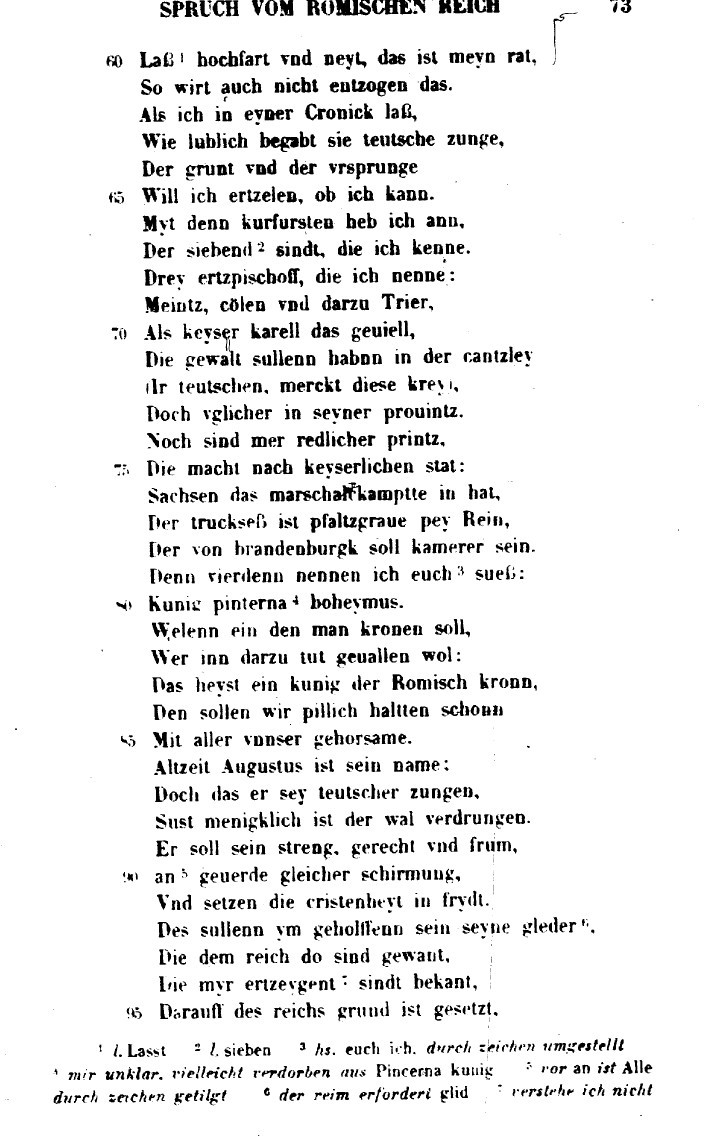
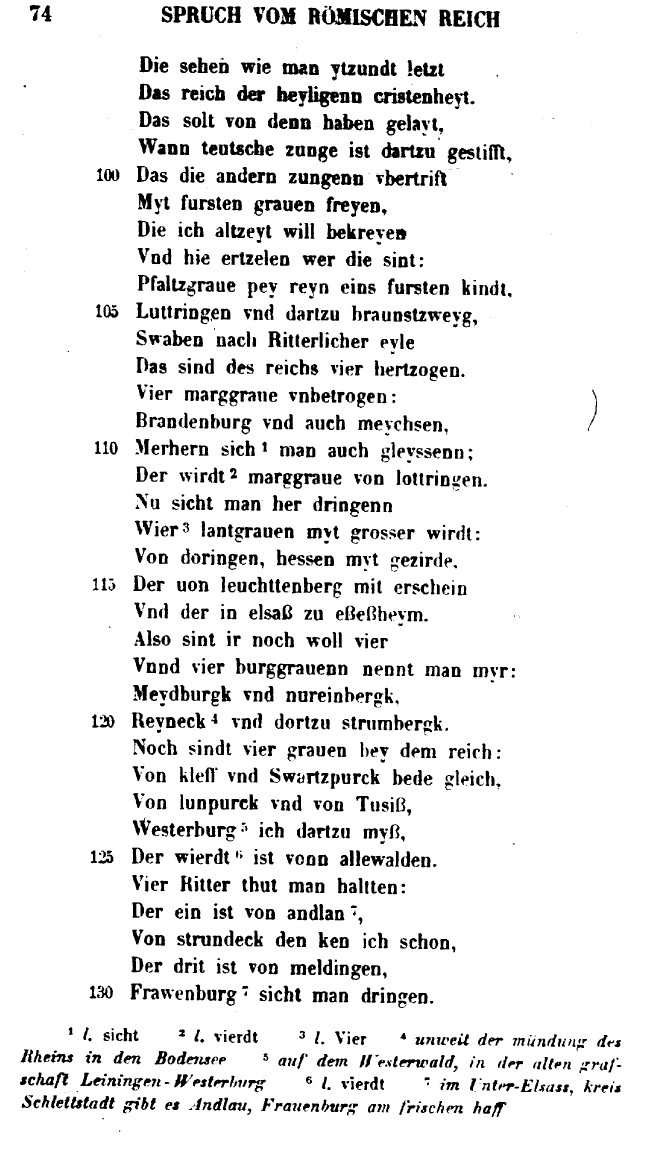
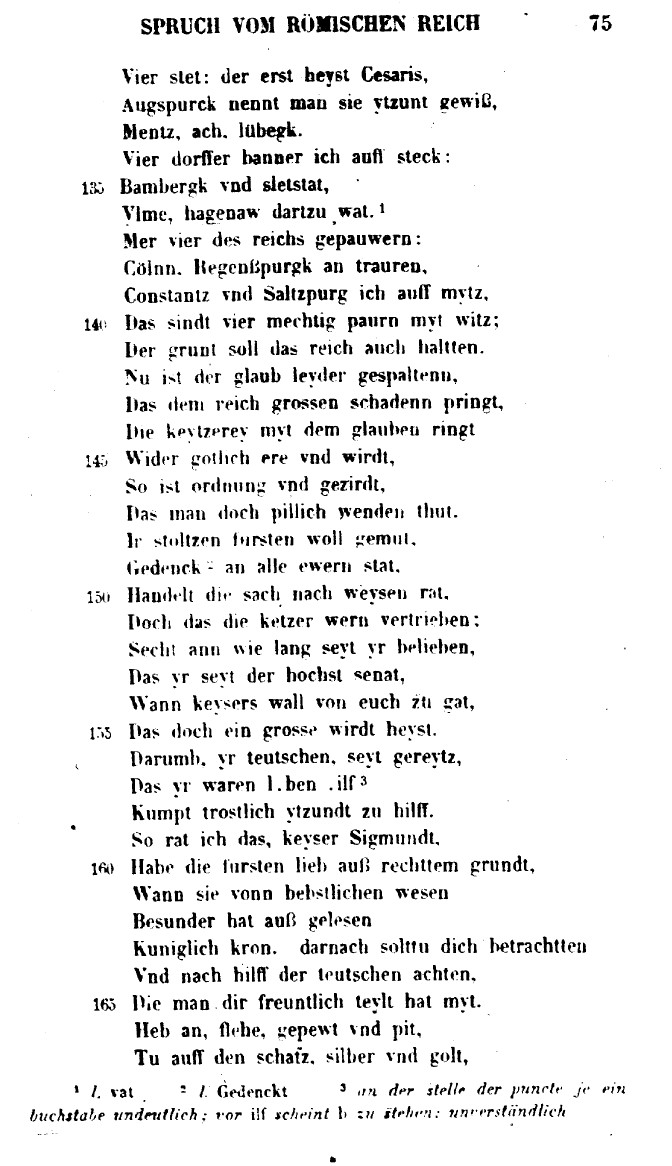